# Anna Karamazoff
Pour plus de détails, voir Fiche technique et Distribution.
Anna Karamazoff (Анна Карамазофф) est un film franco-soviétique réalisé par Roustam Khamdamov, sorti en 1991.

## Synopsis
Film symbolique et fantastique, une jeune femme revient d'un camp de relégation, son appartement, ses écrits, tout a disparu. 

## Fiche technique
- Titre : Anna Karamazoff
- Titre original : Анна Карамазофф
- Réalisation : Roustam Khamdamov
- Scénario : Roustam Khamdamov
- Photographie : Youri Klimenko
- Musique : Alexandre Voustine
- Production : Serge Silberman
- Société de production : Mosfilm
- Pays d'origine :  Union soviétique -  France
- Format : couleurs
- Genre : drame
- Date de sortie : 1991

## Distribution
- Jeanne Moreau : Anna Karamazoff
- Alexandre Feklistov : Alexandre Vassilievitch, son mari
- Elena Solovei : Elena, vedette du cinéma muet
- Natalia Leble : Natacha, jeune actrice
- Svetlana Nemoliaïeva : voisine
- Emmanuil Vitorgan : Prokoudine-Gorski, metteur en scène
- Vladimir Vetrov : Rochine-Insarov, graphologue
- Irina Pechernikova : femme ouzbèke
- Guennadi Nilov : major du service de renseignement
- Maria Kapnist : Sonia
- Youri Solomine : général empoisonné
- Natalia Fateïeva : sa femme
- Piotr Mamonov : homme dans le cuisine brulée
- Viktor Sibiliov : jeune homme
- Viatcheslav Bogatchev
- Gregory Hlady
- Tatiana Droubitch
- Irina Likso : épisode
- Elena Valiouchkina
- Maria Vinogradova